# Přírodní park Hornopožárský les
Hornopožárský les nebo Hornopožárské lesy je lesnatá oblast, resp. přírodní park o přibližné rozloze 25 kilometrů čtverečních, který se nachází v dolním Posázaví na pravém břehu řeky Sázavy na území okresu Praha-východ a okresu Benešov ve Středočeském kraji zhruba 20 kilometrů jižně od Prahy, přibližně mezi obcemi a městy Kamenice, Krhanice, Jílové u Prahy a Týnec nad Sázavou. Vzhledem k blízkosti od českého hlavního města se jedná o hojně navštěvovanou a snadno dostupnou rekreační a turistickou oblast, která je vhodná jak pro trampy, houbaře a sběratele lesních plodů, tak i pro turisty, cykloturisty a další rekreanty.
Oblast je zajímavá nejen svými poměrně hlubokými a rozsáhlými lesy s malými zbytky původních listnatých lesů, ale i těžbou žuly v kamenolomech a dále také řadou žulových skalisek a osamělých balvanů.
Oblast dostala název podle zámečku s myslivnou Horní Požáry, kterou zde uprostřed lesů nechal vybudovat následník trůnu arcivévoda František Ferdinand d'Este.

## Hory a vrchy
- Vlková (Středočeská pahorkatina) (521 m n. m.) – nejvyšší vrchol
- Grybla (514 m n. m.)
- Kněží hora (488 m n. m.)
- Čížov (433 m n. m.)
- Váňův vrch

## Přírodní zajímavosti
- Přírodní rezervace Grybla
- Panská skála (posezení a vyhlídkový bod)
- Přírodní památka Vlčí rokle a (kamenné moře s Duchečkovým propadáním)
- údolí Kamenického potoka a v něm skupina památných smrků ztepilých
- Přírodní rezervace Čížov

## Hrady
- Zbořený Kostelec

## Lidská sídla na okraji lesů
- Těptín
- Kamenice
- Krhanice
- Prosečnice (kamenolomy a plicní léčebna)
- Kamenný Přívoz
- Týnec nad Sázavou
- Skuheř
- Jílové u Prahy
- Luka pod Medníkem
- Zbořený Kostelec
- Kostelec u Křížku
- Čakovice
- Skalsko
- Pohoří